# 껌레군
껌레군(베트남어: Quận Cẩm Lệ / 郡錦荔)은 베트남 남중부 지방 다낭의 군이다. 껌레군은 바다에 인접하지 않은 다낭의 유일한 도시 지역이다.

## 지리
동쪽으로는 응우하인선군과 경계를 접하고, 서쪽과 남쪽은 호아방현과 접경한다. 북쪽은 각각 리엔찌에우군, 타인케군, 하이쩌우군과 경계를 마주하고 있다.

## 행정 구역
껌레는 하이쩌우군의 퀘쭝 프엉과 호아토의 3개 싸, 호아팟 싸를 기반으로 2005년 8월 5일 정부령으로 설립된 새로운 군이다.
껌레는 6개의 프엉(坊)으로 구성되어 있다.
- 퀘쭝 (Khuê Trung / 閨中)
- 호아토동 (Hòa Thọ Đông / 和壽東)
- 호오토떠이 (Hòa Thọ Tây / 和壽西)
- 호아안 (Hòa An / 和安)
- 호아팟 (Hòa Phát / 和發)
- 호아쑤언 (Hòa Xuân / 和春)